# Betse de Paula
Betse de Paula (Rio de Janeiro, 29 de abril de 1962) é uma cineasta e roteirista brasileira considerada uma herdeira do humor das chanchadas. Ela é filha do cineasta Zelito Viana e da educadora Vera de Paula, irmã do ator Marcos Palmeira, sobrinha do comediante Chico Anysio e da atriz cômica Lupe Gigliotti.
Entre os anos de 2007 e 2010, foi professora de Roteiro, Direção e Práticas Cinematográficas no curso de Cinema da Universidade Estácio de Sá. É formada em Ciências Sociais, porém nunca exerceu a profissão. Além disso, é fundadora da APROCINE (Associação de Realizadores de Brasília).
Antes de exercer a função de diretora e roteirista, Betse trabalhou em outras áreas do cinema tais quais assistente de direção, produtora e continuista. Destaque para seu trabalho em Avaeté — Sementes da Vingança, em meados dos anos 80. Ela começou a dirigir efetivamente na década de 1980, realizando filmes de curta-metragem, sendo o seu primeiro “S.O.S. Brunet” (1988) e o segundo "Por dúvida das vias" (1988).
Em meados dos anos 2000, Betse estreou sua direção aos longas-metragens, sendo o primeiro “O Casamento de Louise” (2001). Tanto “O Casamento de Louise” quanto “Celeste e Estrela” (2005) traziam em si traços do gênero cinematográfico das chanchadas, como o seu humor leve e ingênuo. Betse ficou conhecida por recuperar o clima desse gênero em suas obras, o que reavalia o impacto do gênero para a cultura, não só cinematográfica, brasileira. 
Depois da realização de três longas metragens de comédia ficcional, Betse aposta em retratos cinematográficos: de Sebastião Salgado, Alice Gonzaga e Antonieta Campos. Por volta do final dos anos 2000 e começo dos anos 2010, desenvolve a biografia do pai, publicada em 2010, e roda seu terceiro longa-metragem “Vendo ou Alugo” (2013).

## Filmografia
Durante a sua carreira, além dos filmes divididos em curtas e longas, Betse também dirigiu uma série documental em 2016 de vinte e seis episódios sobre fotógrafos do cinema nacional, cada episódio sendo uma pessoa, intitulado: Luz e sombra - Fotógrafos do Cinema Brasileiro. 
Além disso, seus filmes documentários também tratam de outras figuras brasileiras como em Desarquivando Alice Gonzaga (2017), filha de Adhemar Gonzaga, que passa um pouco pela história da Cinédia, primeiro estúdio de cinema brasileiro, e Revelando Sebastião Salgado (2013) que fala sobre a vida e carreira do fotógrafo Sebastião Salgado.
Já na sua carreira de filmes ficcionais, o mais explorado é a comédia, retomando temas de chanchadas e comédias cariocas, sua cidade natal, além do destaque para o protagonismo feminino. Devido ao seu destaque, foi homenageada no Festival Brasileiro de Cinema Cômico de 2021.
| Ano  | Título                              | Função                      | Gênero             |
| ---- | ----------------------------------- | --------------------------- | ------------------ |
| 1988 | S.O.S. Brunet                       | Direção e roteiro           | Curta Documentário |
| 1988 | Por dúvida das vias                 | Direção                     | Curta de Ficção    |
| 1996 | Feliz aniversário, Urbana           | Direção                     | Curta de Ficção    |
| 1997 | Leo-1313                            | Direção                     | Curta de Ficção    |
| 1999 | The Book is on the Table            | Direção                     | Curta              |
| 1999 | Retratos Brasileiros - Zelito Viana | Direção                     | Curta Documentário |
| 2001 | O Casamento de Louise               | Direção                     | Longa de Ficção    |
| 2005 | Celeste & Estrela                   | Direção, roteiro e produção | Longa de Ficção    |
| 2010 | Retratos Brasileiros - Mariza Leão  | Direção                     | Curta Documentário |
| 2011 | Retratos Brasileiros - Miguel Faria | Direção                     | Curta Documentário |
| 2013 | Revelando Sebastião Salgado         | Direção                     | Curta Documentário |
| 2013 | Vendo ou Alugo                      | Direção e roteiro           | Longa de Ficção    |
| 2015 | Dissecando Antonieta                | Direção                     | Curta Documentário |
| 2017 | Desarquivando Alice Gonzaga         | Direção e roteiro           | Curta Documentário |
| 2019 | Vozes da Floresta                   | Direção                     | Documentário       |
| 2020 | Candango: Memórias do Festival      | Entrevistada                | Documentário       |
| 2021 | A Luz de Mário Carneiro             | Direção                     | Curta Documentário |

## Premiações
| Título do filme             | Prêmio ganhado                                       | Festival ou premiação                              |
| --------------------------- | ---------------------------------------------------- | -------------------------------------------------- |
| Por dúvida das vias         | Melhor Curta do Júri Popular                         | Festival de Gramado de 1988                        |
| O Casamento de Louise       | Melhor Filme de Brasília "Troféu Câmara Legislativa" | XXXIV Festival de Cinema de Brasília               |
| O Casamento de Louise       | Melhor Filme                                         | Festival de Cinema de Varginha de 2002             |
| Celeste & Estrela           | Prêmio Júri Popular                                  | Cine PE de 2003                                    |
| Celeste & Estrela           | Melhor Filme - Júri Popular                          | Cinesul 2003 - Festival de Cinema Latino-Americano |
| Revelando Sebastião Salgado | Prêmio Especial do Júri                              | Festival de Gramado de 2013                        |
| Vendo ou Alugo              | Melhor Filme                                         | Cine PE de 2013                                    |
| Vendo ou Alugo              | Melhor Direção                                       | Cine PE de 2013                                    |
| Vendo ou Alugo              | Melhor Roteiro                                       | Cine PE de 2013                                    |
| Vendo ou Alugo              | Melhor Filme - Júri da Crítica                       | Cine PE de 2013                                    |
| Vendo ou Alugo              | Melhor FIlme - Júri da Popular                       | Cine PE de 2013                                    |
| Vendo ou Alugo              | Prêmio Especial do Júri Oficial                      | Cine PE de 2013                                    |
| Revelando Sebastião Salgado | Melhor Filme - Júri Popular                          | 6º Cinefest Brasil Londres                         |